# Versandhandelsregelung
Als Versandhandelsregelung oder Versandhausregelung wird umgangssprachlich die Regelung des § 3c UStG bezeichnet. Die Regelung ist Teil der umsatzsteuerlichen Ortsbestimmung und bewirkt im Grundsatz, dass Versendungen an Privatpersonen innerhalb der EU im Land des Empfängers zu besteuern sind. Der Begriff „Versandhandelsregelung“ ist missverständlich, weil die Regelung für Unternehmer aller Branchen anwendbar ist.

## Hintergrund
Die Umsatzsteuer als universelle Verbrauchssteuer soll nach Möglichkeit in dem Land erhoben werden, in dem sich der Empfänger einer Ware befindet (Bestimmungslandprinzip). Bei grenzüberschreitenden Lieferungen an Unternehmer wird dieses Ziel regelmäßig erreicht, indem die Lieferung im Land des Lieferanten von der Umsatzsteuer befreit wird und der Abnehmer im Empfängerland einen innergemeinschaftlichen Erwerb versteuert. Auf diese Weise kann das Bestimmungslandprinzip zumeist umgesetzt werden, ohne dass sich der Lieferant im Land des Empfängers registrieren muss. Ist der Abnehmer allerdings eine Privatperson oder ein Unternehmer, der aufgrund besonderer Vorschriften keinen innergemeinschaftlichen Erwerb versteuern muss, bewirkt die Versandhandelsregelung in bestimmten Fällen, dass der Umsatz vom Lieferanten selbst im Land des Abnehmers anzumelden und zu versteuern ist.
In Fällen, in denen Privatpersonen und bestimmte Unternehmer, die keine Erwerbsbesteuerung durchführen müssen, die Ware selbst abholen oder abholen lassen, kann das Bestimmungslandprinzip praktisch kaum umgesetzt werden. In diesen Fällen greift deshalb weder die Versandhandelsregelung noch eine Umsatzsteuerbefreiung, so dass nach dem Herkunftslandprinzip besteuert wird.

## Voraussetzungen

### Warenbewegung
Der Lieferant muss die Ware transportieren oder transportieren lassen. Diese Voraussetzung ist nicht erfüllt, wenn der Abnehmer die Ware selbst abholt oder einen Spediteur beauftragt. Zudem muss die Warenbewegung in einem Mitgliedsland der EU beginnen und in einem anderen Mitgliedsland enden. Der Ort der Betriebsstätte und des Wohnsitzes der Beteiligten ist unerheblich.

### Eigenschaft des Abnehmers
Voraussetzung ist, dass der Empfänger keine Person ist, die einen innergemeinschaftlichen Erwerb versteuern müsste. Das sind vor allem Privatpersonen oder Unternehmer, die für den privaten Bedarf bestellen.
Besonderheiten gelten bei folgenden Personengruppen:
- Unternehmer, die nur steuerfreie Umsätze, die nicht zum Vorsteuerabzug berechtigen, ausführen (z. B. Wohnungsunternehmen),
- Kleinunternehmer,
- Land- und Forstwirte, die die Durchschnittssatzbesteuerung anwenden, oder
- juristische Personen, die den Gegenstand nicht für ihr Unternehmen erwerben.

Damit bei diesen Personengruppen die Versandhandelsregelung greift, dürfen sie weder die für innergemeinschaftliche Erwerbe geltende Erwerbsschwelle überschritten haben, noch auf die Anwendung der Erwerbsschwelle verzichtet haben. Das gilt jedoch nicht bei verbrauchssteuerpflichtigen Waren (Tabak, alkoholische Getränke, Mineralöl). Bei verbrauchssteuerpflichtigen Waren müssen Unternehmer und juristische Personen unabhängig von der Erwerbsschwelle einen innergemeinschaftlichen Erwerb versteuern. Deshalb entfällt die Anwendung der Versandhandelsregelung bei Lieferung verbrauchssteuerpflichtiger Waren an derartige Abnehmer unabhängig von der Erwerbsschwelle.
Im Normalfall kann der Lieferant an der Verwendung der Umsatzsteuer-Identifikationsnummer durch den Abnehmer erkennen, dass der Abnehmer eine Erwerbsbesteuerung durchführen muss und die Anwendung der Versandhandelsregelung damit entfällt.

### Lieferschwelle
Erst wenn die jeweilige Lieferschwelle in einem Land der Europäischen Union überschritten wird, ist die Versandhandelsregelung anwendbar. Die Lieferschwellen bezeichnen den „Gesamtbetrag der Entgelte“ (§ 3c Abs. 3 UStG) im laufenden Kalenderjahr, bis zu dem die Lieferungen mit der Steuer des Abgangslandes abgerechnet werden können. Entgelt ist die vom Leistungsempfänger aufgewendete Gesamtsumme der Lieferung (Warenwert zzgl. Versand- und Nebenkosten), jedoch abzüglich der Umsatzsteuer. Der Umsatz, mit dem die Lieferschwelle überstiegen wird, muss bereits mit der ausländischen Steuer versteuert werden. Wurde die Lieferschwelle in einem Jahr überstiegen, muss auch im Folgejahr die Umsatzsteuer im anderen Land entrichtet werden, unabhängig vom Umfang. Der Lieferant kann auf die Anwendung der Lieferschwelle verzichten und sich damit freiwillig der Umsatzbesteuerung in dem anderen Mitgliedstaat unterwerfen. An diese Wahl ist der Unternehmer für zwei Kalenderjahre gebunden (§ 3c Abs. 4 UStG). Bei verbrauchssteuerpflichtigen Waren (Tabak, alkoholische Getränke, Mineralöl) ist die Lieferschwelle nicht anwendbar, so dass diese Lieferungen stets im Bestimmungsland zu versteuern sind, wenn der Abnehmer eine Privatperson ist. Die Lieferschwellen für die Mitgliedsländer betragen:
| EU-Staat               | Lieferschwelle   | Lieferschwelle      |
| EU-Staat               | in Landeswährung | umgerechnet in Euro |
| ---------------------- | ---------------- | ------------------- |
| Belgien                | 35.000 EUR       |                     |
| Bulgarien              | 70.000 BGN       | 35.791 EUR          |
| Dänemark               | 280.000 DKK      | 37.551 EUR          |
| Deutschland            | 100.000 EUR      |                     |
| Estland                | 35.000 EUR       |                     |
| Finnland               | 35.000 EUR       |                     |
| Frankreich             | 35.000 EUR       |                     |
| Griechenland           | 35.000 EUR       |                     |
| Irland                 | 35.000 EUR       |                     |
| Italien                | 35.000 EUR       |                     |
| Kroatien               | 270.000 HRK      | 36.060 EUR          |
| Lettland               | 35.000 EUR       |                     |
| Litauen                | 35.000 EUR       |                     |
| Luxemburg              | 100.000 EUR      |                     |
| Malta                  | 35.000 EUR       |                     |
| Niederlande            | 100.000 EUR      |                     |
| Österreich             | 35.000 EUR       |                     |
| Polen                  | 160.000 PLN      | 37.300 EUR          |
| Portugal               | 35.000 EUR       |                     |
| Rumänien               | 118.000 RON      | 28.012 EUR          |
| Schweden               | 320.000 SEK      | 36.232 EUR          |
| Slowakei               | 35.000 EUR       |                     |
| Slowenien              | 35.000 EUR       |                     |
| Spanien                | 35.000 EUR       |                     |
| Tschechien             | 1.140.000 CZK    | 46.570 EUR          |
| Ungarn                 | 8.800.000 HUF    | 32.257 EUR          |
| Vereinigtes Königreich | 70.000 GBP       | 81.843 EUR          |
| Zypern                 | 35.000 EUR       |                     |

Stand: April 2016

### Ausnahme für Neufahrzeuge
Die Regelung gilt nicht für die Lieferung von Neufahrzeugen. Dies steht in Zusammenhang mit der Regelung des § 1b UStG. Nach dieser Vorschrift führt der grenzüberschreitende Erwerb von Neufahrzeugen auch bei Privatpersonen zu einem innergemeinschaftlichen Erwerb.

## Folgen der Versandhandelsregelung
Liegen die Voraussetzungen für die Anwendung der Versandhandelsregelung vor, wird der Umsatz in dem Mitgliedstaat, in dem der Transport endet, umsatzsteuerpflichtig. In den Rechnungen muss dann mit der jeweiligen Umsatzsteuer des betreffenden Staates fakturiert werden. Der Lieferant muss sich in diesem Staat bei der zuständigen Finanzbehörde registrieren lassen und erhält eine Steuernummer, unter der die Steueranmeldung und Steuererklärungen abzugeben sind. Da der Ort der Lieferung dann im Bestimmungsland liegt, ist die Lieferung in dem Land, in dem der Transport beginnt, nicht steuerbar.